# Dyslocosaurus polyonychius
Dyslocosaurus polyonychius (gr. “lagarto de un mal lugar con muchos dedos”) es la única especie conocida del género extinto Dyslocosaurus  de dinosaurio saurópodo diplodócido, que vivió a finales del período Jurásico, hace aproximadamente 150 y 147 millones de años, en el Kimmeridgiense y el Titoniense, en lo que hoy es Norteamérica.

## Descripción
Dyslocosaurus fue un saurópodo similar al Diplodocus, pero de menor tamaño. Alcanzó los 18 metros de largo, 4,5 de alto y un peso de 6 toneladas. Se caracterizaba por poseer 4 dedos, posiblemente cinco, con garras, mientras que los diplodócidos generalmente tienen tres dedos con garras. Dyslocosaurus es considerado perteneciente a la familia Diplodocidae, pero según algunos científicos se lo debe colocar con los Dicraeosauridae

## Descubrimiento e investigación
El holotipo en el que se basa el género, AC 663, es parte de la colección del Museo de Historia Natural Amherst College. Fue recogido por el profesor Frederic Brewster Loomis . Sin embargo, la única información disponible con respecto a su procedencia es la que figura en la etiqueta: " Lance Creek ", un condado en el este de Wyoming. El mismo Loomis pensó que provenía de la Formación Lance, que data del Maastrichtiense del Cretácico Superior. En 1963, el ejemplar llamó la atención de John Stanton McIntosh, quien en 1992, junto con William Coombs y Dale Russell, decidió crear un nuevo género y especie para él. La especie tipo es Dyslocosaurus polyonychius. El nombre del género se deriva de griego dys, "malo", "pobre", y del latín, "lugar", una referencia a la escasez de datos con respecto a la localidad tipo del fósil. El nombre específico se deriva de polys en griegos , "muchos ", y ónix ," garra ". Los descriptores interpretaron los restos, que consisten en algunos huesos de las extremidades, como los de un dinosaurio diplodócido. De esto concluyeron que de hecho data del Período Jurásico Superior, como la mayoría de los diplodócidos. La especie sería única al tener cuatro, o tal vez cinco, garras en el pie, mientras que otros diplodócidos solo tienen tres, de ahí el nombre específico. Una especie similar a Dyslocosaurus habría hecho las huellas de la Icnoespecies Brontopodus birdi del Cretácico Inferior, que también presenta cuatro garras. En 1998 Paul Sereno y Jeffrey A. Wilson dieron una interpretación alternativa, el espécimen vendría de la Formación Lance después de todo, pero sería una quimera, en este caso, una mezcla de huesos de miembros de titanosaurios y falanges de terópodos.

## Clasificación
En su revisión taxonómica de Diplodocidae, Tschopp et al en 2015 observó que una falange pedal incluido en CA 663 no es al parecer de la misma persona que el resto de la CA 663 dadas las diferencias en la preservación y la coloración entre los huesos individuales, generando dudas sobre si Dyslocosaurus tenía más de tres garras en los pies. Aunque fragmentario, Dyslocosaurus se recuperó como miembro de Dicraeosauridae, lo que posiblemente lo convierte en el segundo registro de un dicraeosáurido de América del Norte, el otro es Suuwassea.

### Filogenia
|  | Suuwassea emilieae     |
|  |                        |
|  | Dystrophaeus viaemalae |
|  |                        |

|  | Brachytrachelopan mesai                                                          |
|  |                                                                                  |
|  | \| \| Amargasaurus cazaui \| \| \| \| \| \| Dicraeosaurus hansemanni \| \| \| \| |
|  |                                                                                  |
|  | Amargasaurus cazaui                                                              |
|  |                                                                                  |
|  | Dicraeosaurus hansemanni                                                         |
|  |                                                                                  |

|  | Amargasaurus cazaui      |
|  |                          |
|  | Dicraeosaurus hansemanni |
|  |                          |

|  | Suuwassea emilieae     |
|  |                        |
|  | Dystrophaeus viaemalae |
|  |                        |

|  | Brachytrachelopan mesai                                                          |
|  |                                                                                  |
|  | \| \| Amargasaurus cazaui \| \| \| \| \| \| Dicraeosaurus hansemanni \| \| \| \| |
|  |                                                                                  |
|  | Amargasaurus cazaui                                                              |
|  |                                                                                  |
|  | Dicraeosaurus hansemanni                                                         |
|  |                                                                                  |

|  | Amargasaurus cazaui      |
|  |                          |
|  | Dicraeosaurus hansemanni |
|  |                          |

|  | Suuwassea emilieae     |
|  |                        |
|  | Dystrophaeus viaemalae |
|  |                        |

|  | Brachytrachelopan mesai                                                          |
|  |                                                                                  |
|  | \| \| Amargasaurus cazaui \| \| \| \| \| \| Dicraeosaurus hansemanni \| \| \| \| |
|  |                                                                                  |
|  | Amargasaurus cazaui                                                              |
|  |                                                                                  |
|  | Dicraeosaurus hansemanni                                                         |
|  |                                                                                  |

|  | Amargasaurus cazaui      |
|  |                          |
|  | Dicraeosaurus hansemanni |
|  |                          |

|  | Suuwassea emilieae     |
|  |                        |
|  | Dystrophaeus viaemalae |
|  |                        |

|  | Brachytrachelopan mesai                                                          |
|  |                                                                                  |
|  | \| \| Amargasaurus cazaui \| \| \| \| \| \| Dicraeosaurus hansemanni \| \| \| \| |
|  |                                                                                  |
|  | Amargasaurus cazaui                                                              |
|  |                                                                                  |
|  | Dicraeosaurus hansemanni                                                         |
|  |                                                                                  |

|  | Amargasaurus cazaui      |
|  |                          |
|  | Dicraeosaurus hansemanni |
|  |                          |